# Mariano Benlliure

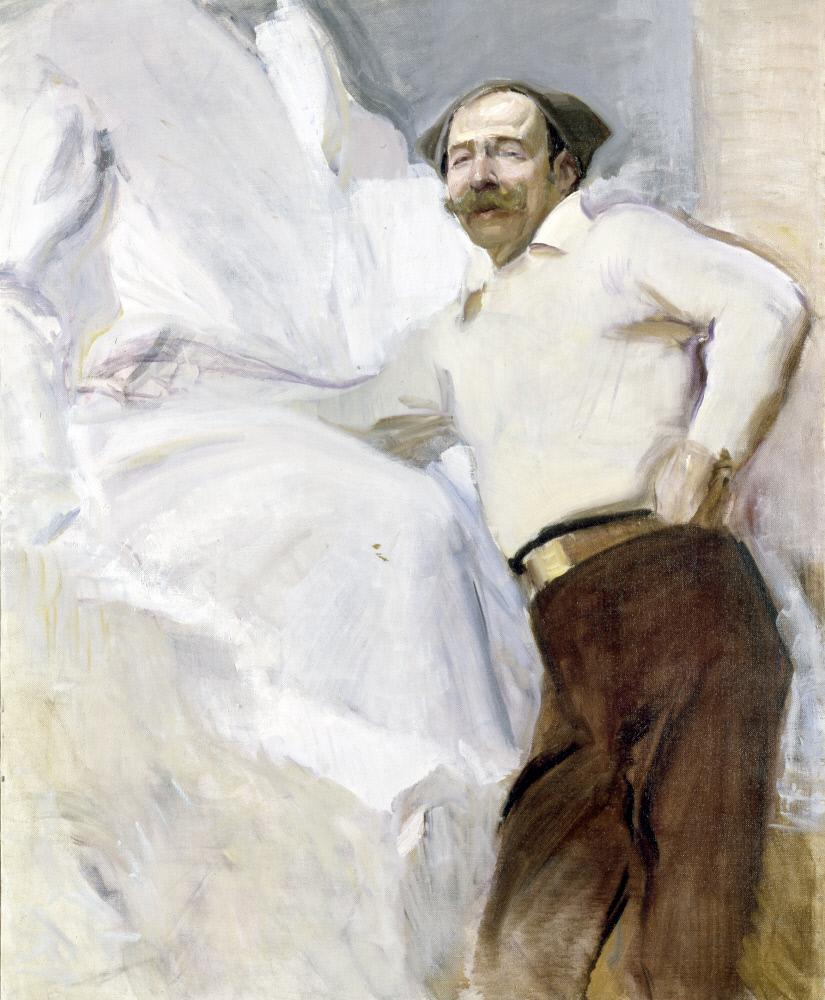
Le Sculpteur Mariano Benlliure y Gil, 1917
Joaquín Sorolla
The Hispanic Society of America, New York

Mariano Benlliure y Gil, né à Valence le 8 septembre 1862 et mort à Madrid le 9 novembre 1947, est un sculpteur espagnol qui réalise de nombreux monuments publics et sculptures religieuses en Espagne, travaillant dans un style à la fois réaliste et héroïque. Il est le frère cadet du peintre José Benlliure y Gil.

Œuvres
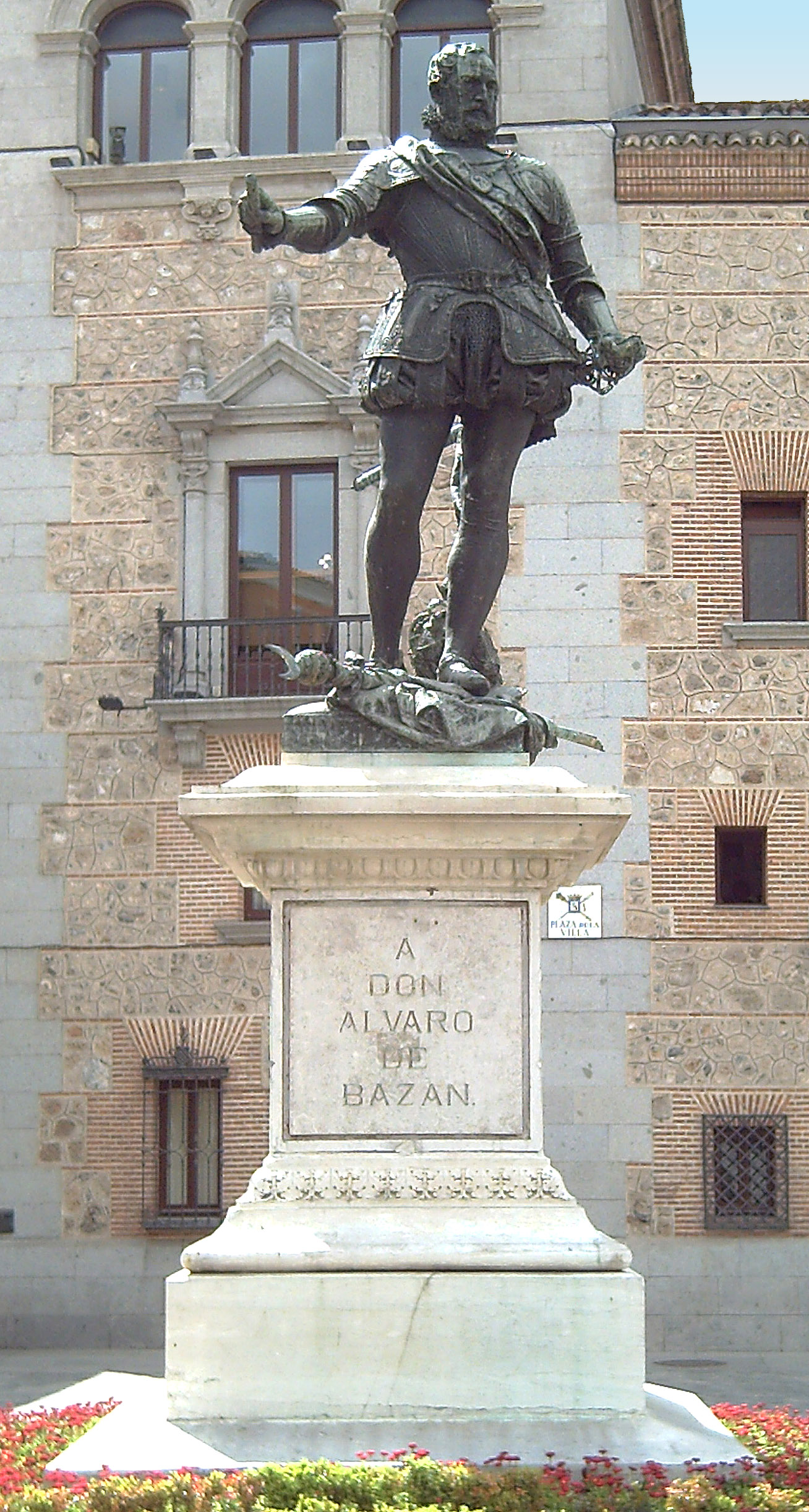
Statue d'Alvaro de Bazán à Madrid, 1891
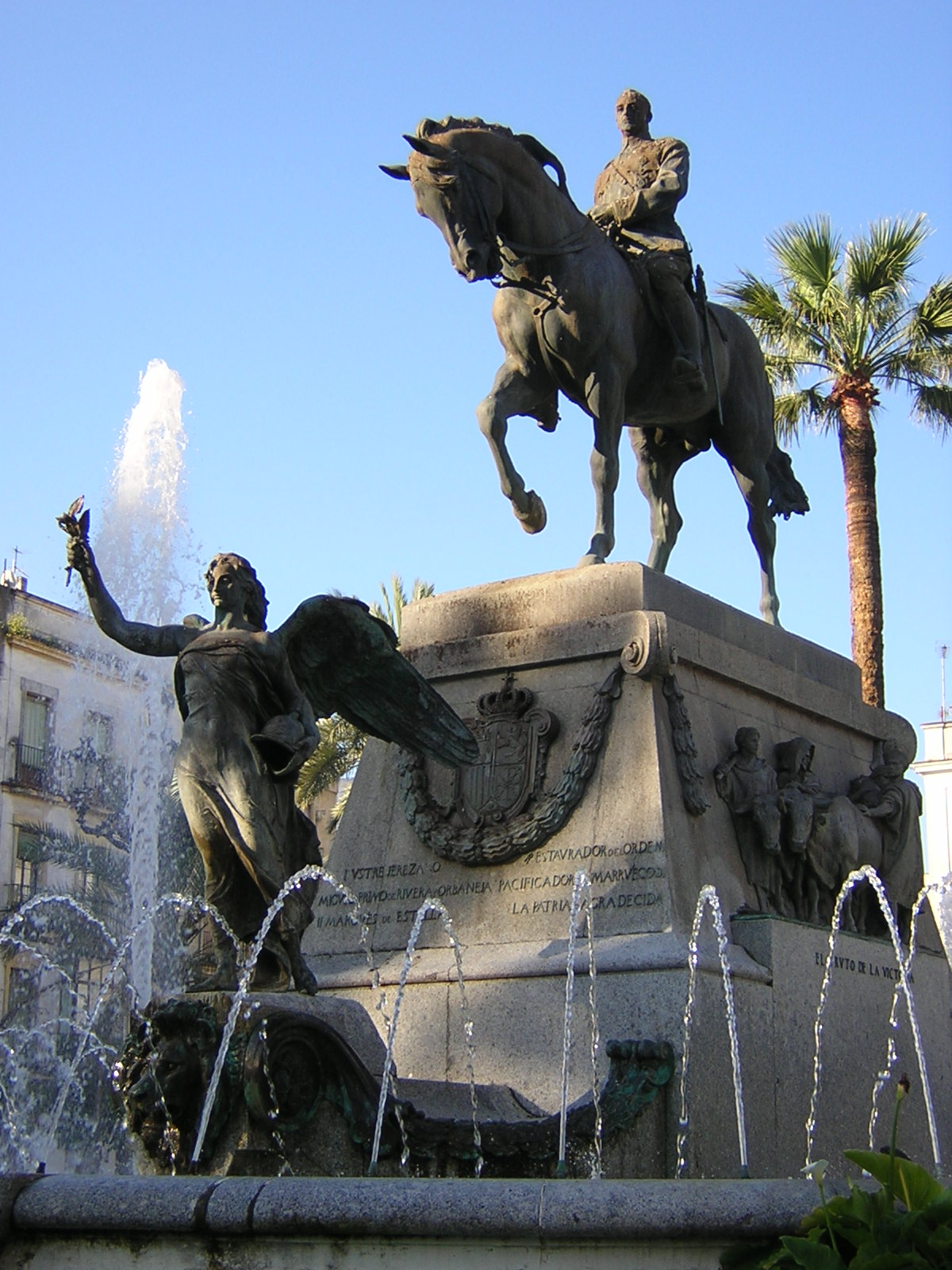
Statue de Miguel Primo de Rivera à Madrid
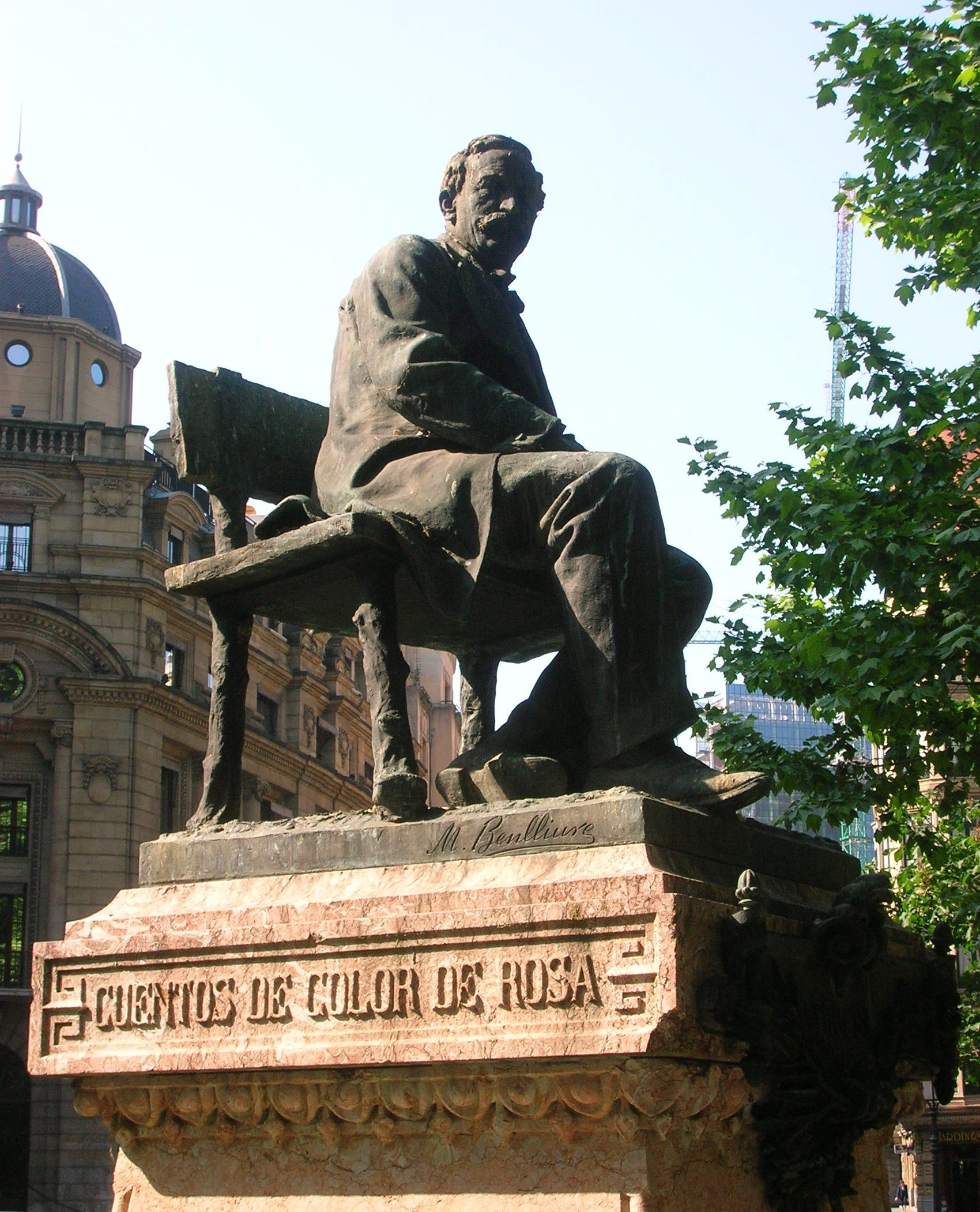
Statue d'Antonio de Trueba à Bilbao
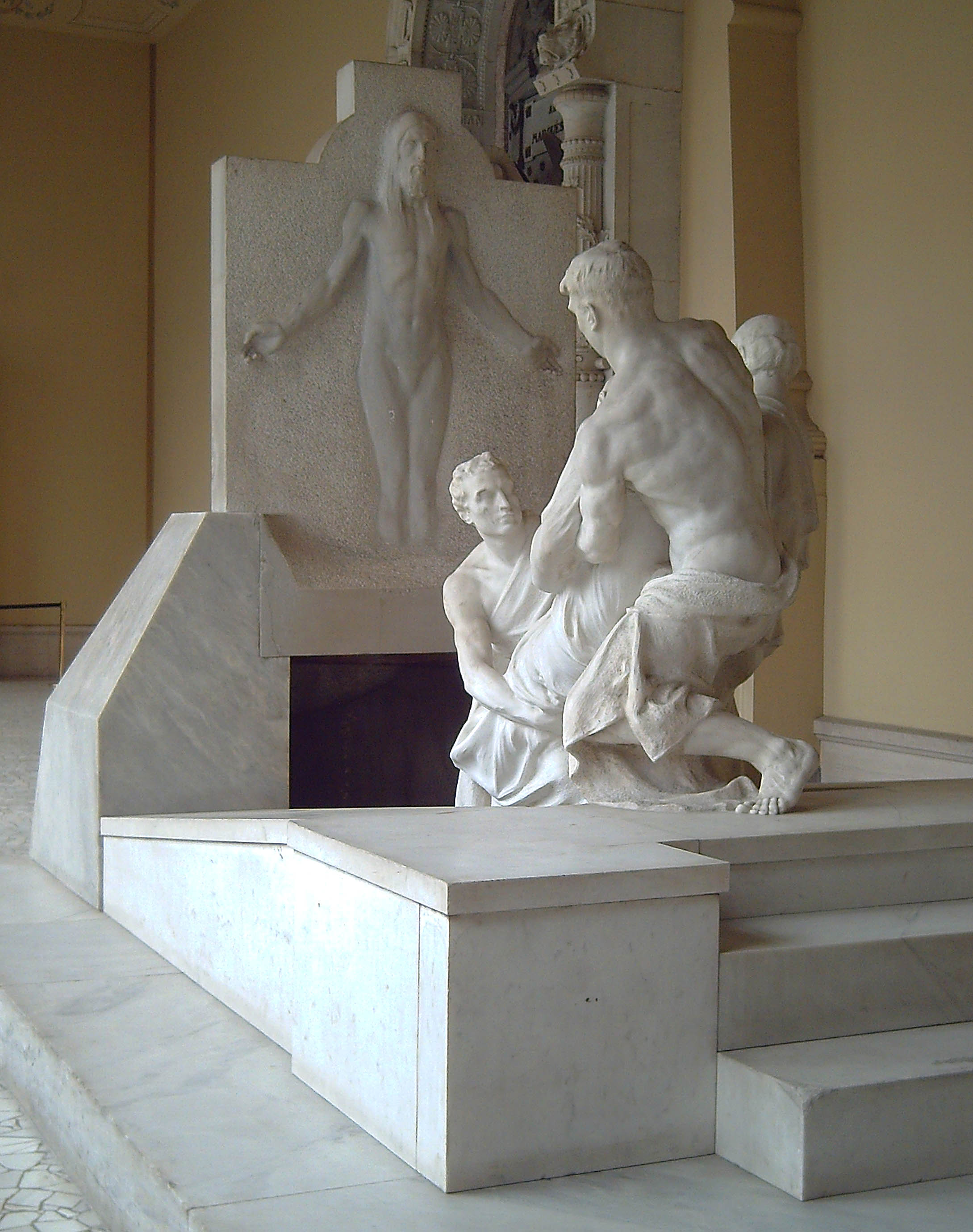
Tombe de José Canalejas à Madrid
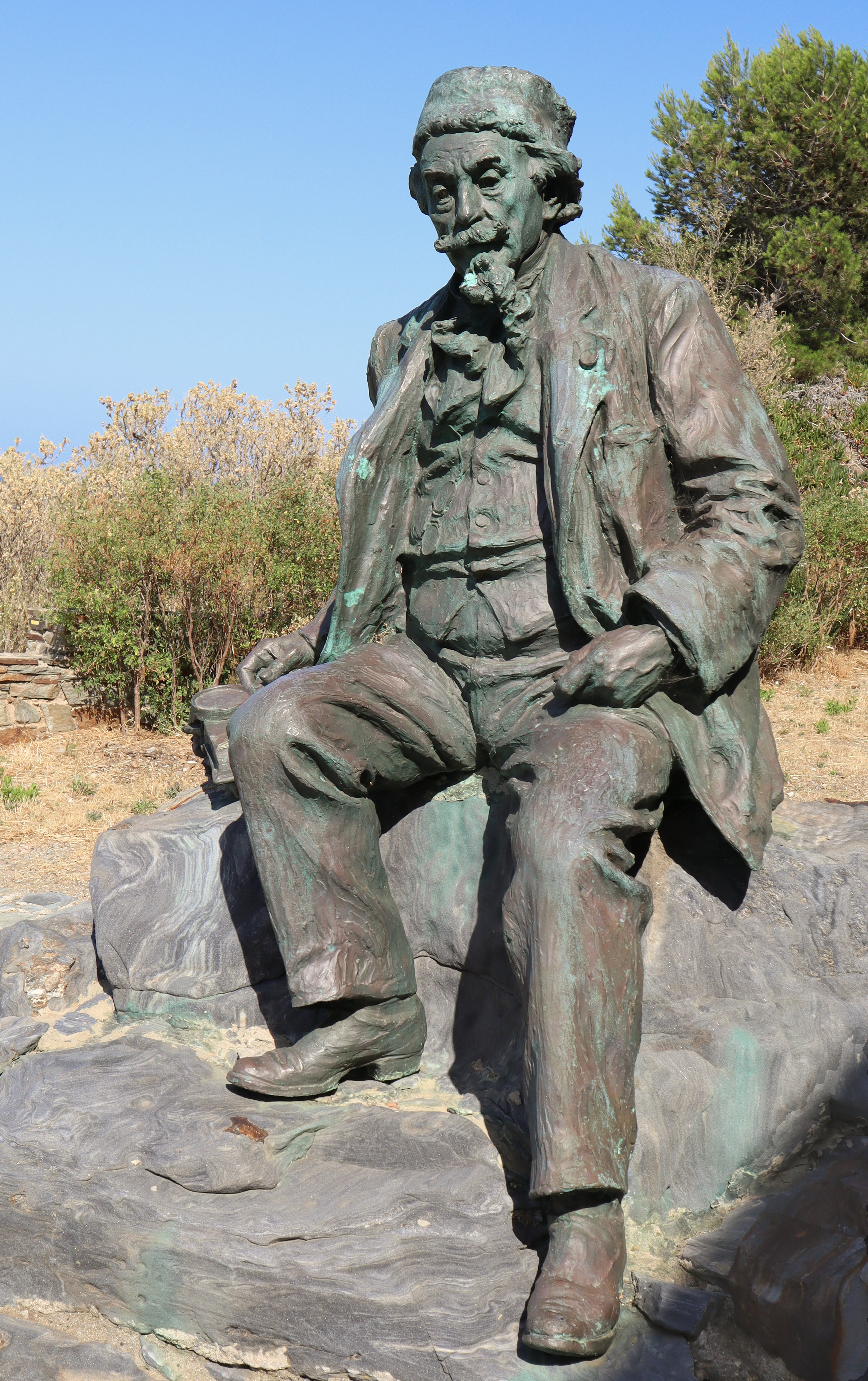
Statue de Henri de Lacaze-Duthiers à Banyuls-sur-Mer
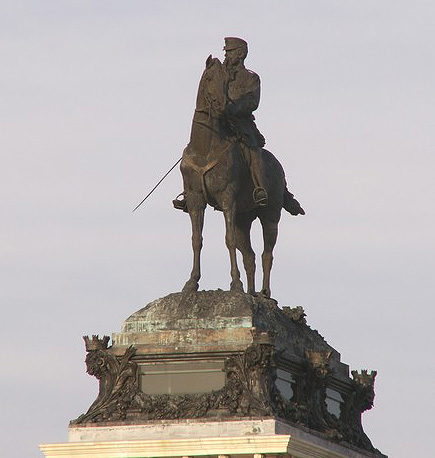
Statue d'Alphonse XII d'Espagne, Madrid